# Lac de Derborence

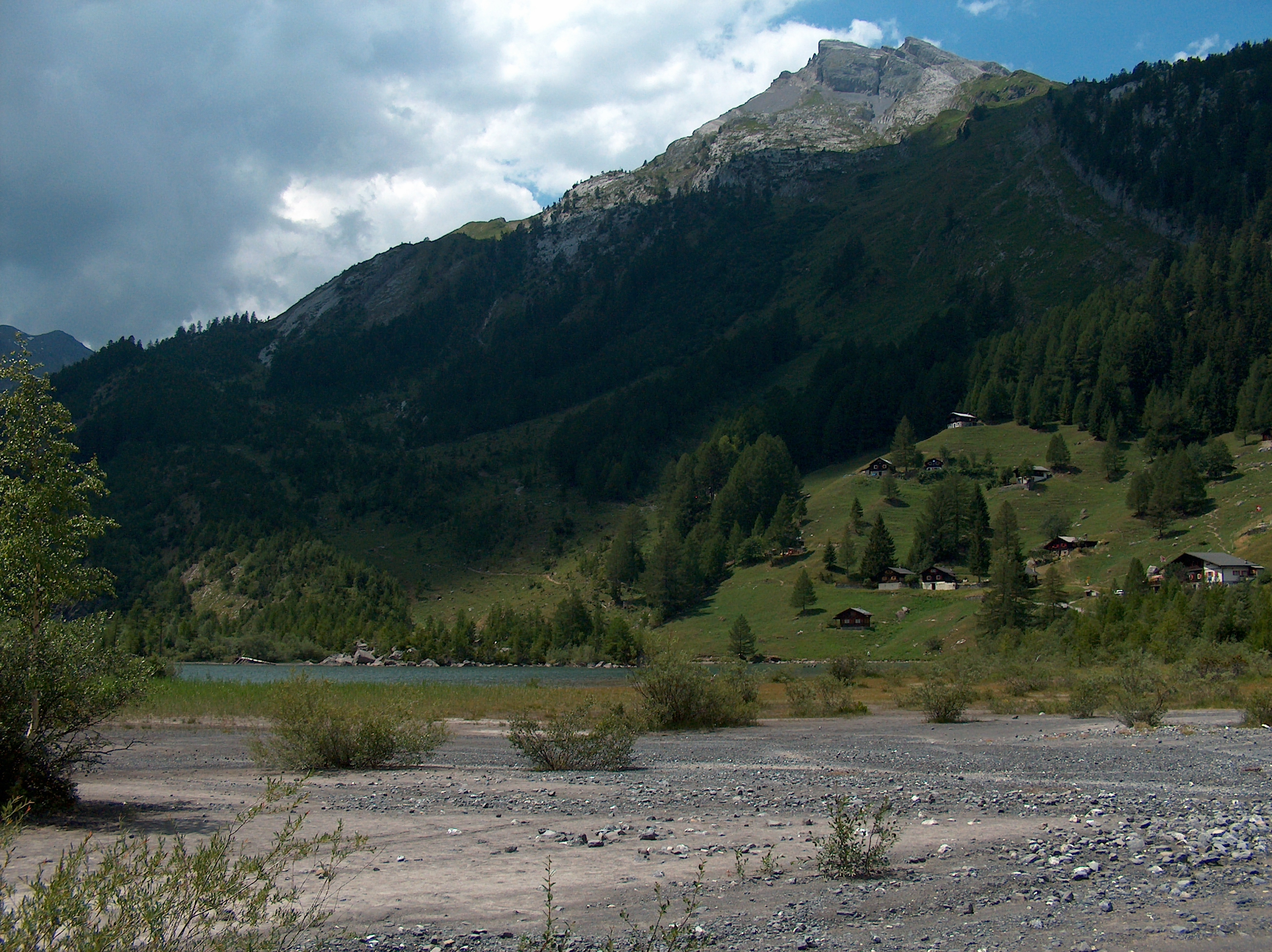
Lac de Derborence mit Blick von Osten aus

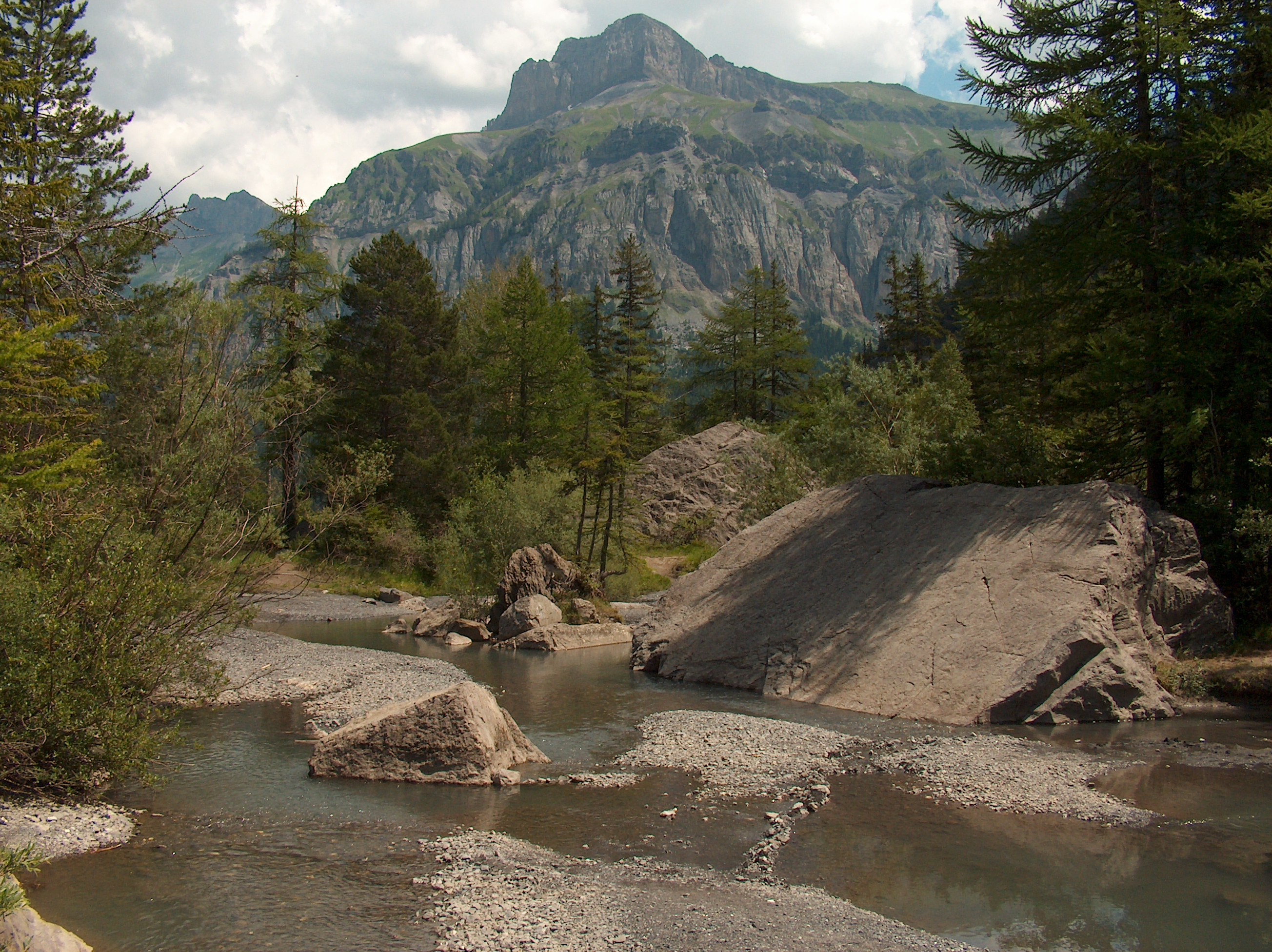
Geröllhalde am Lac de Derborence

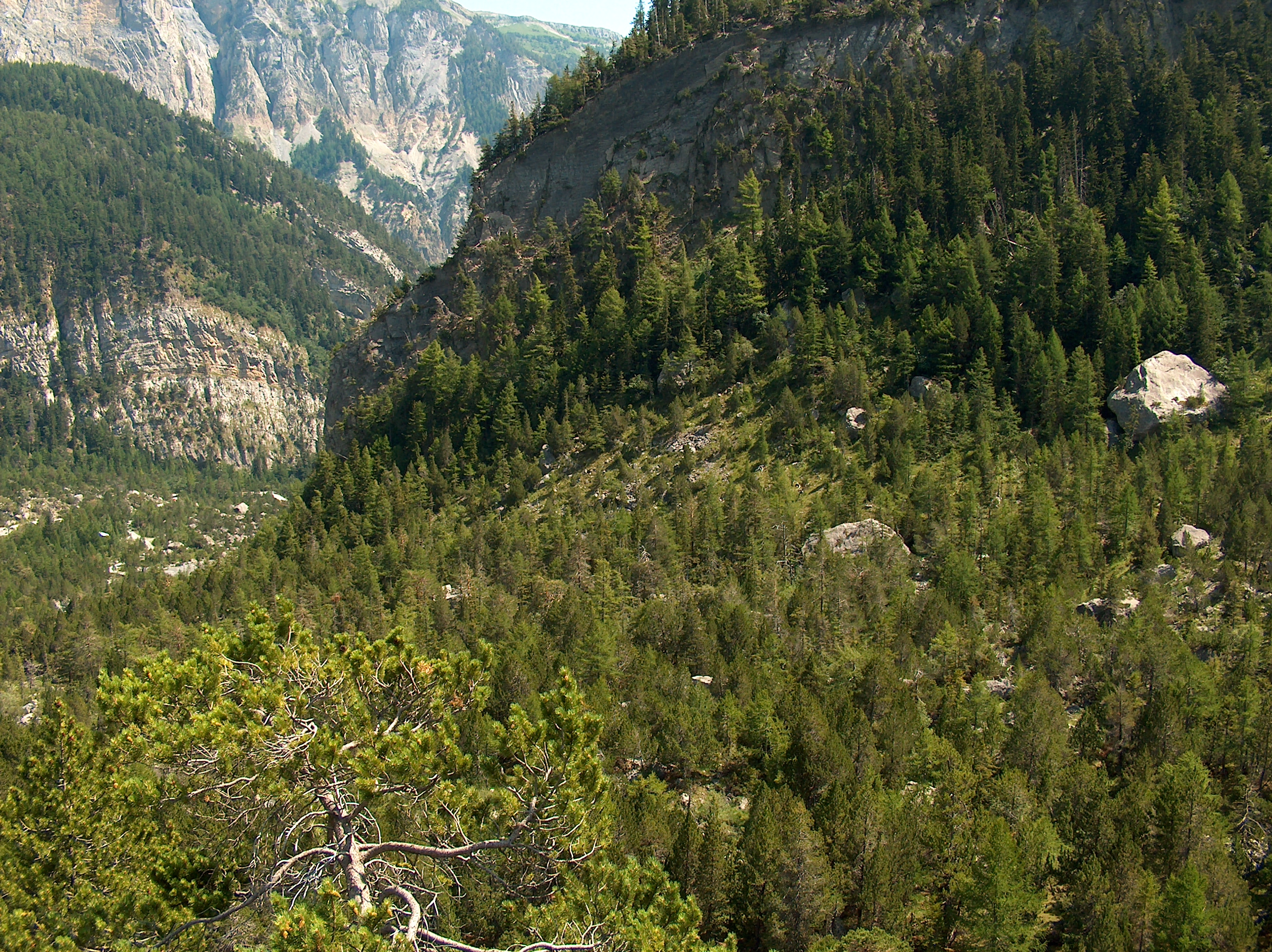
Blick ins Tal von Derborence

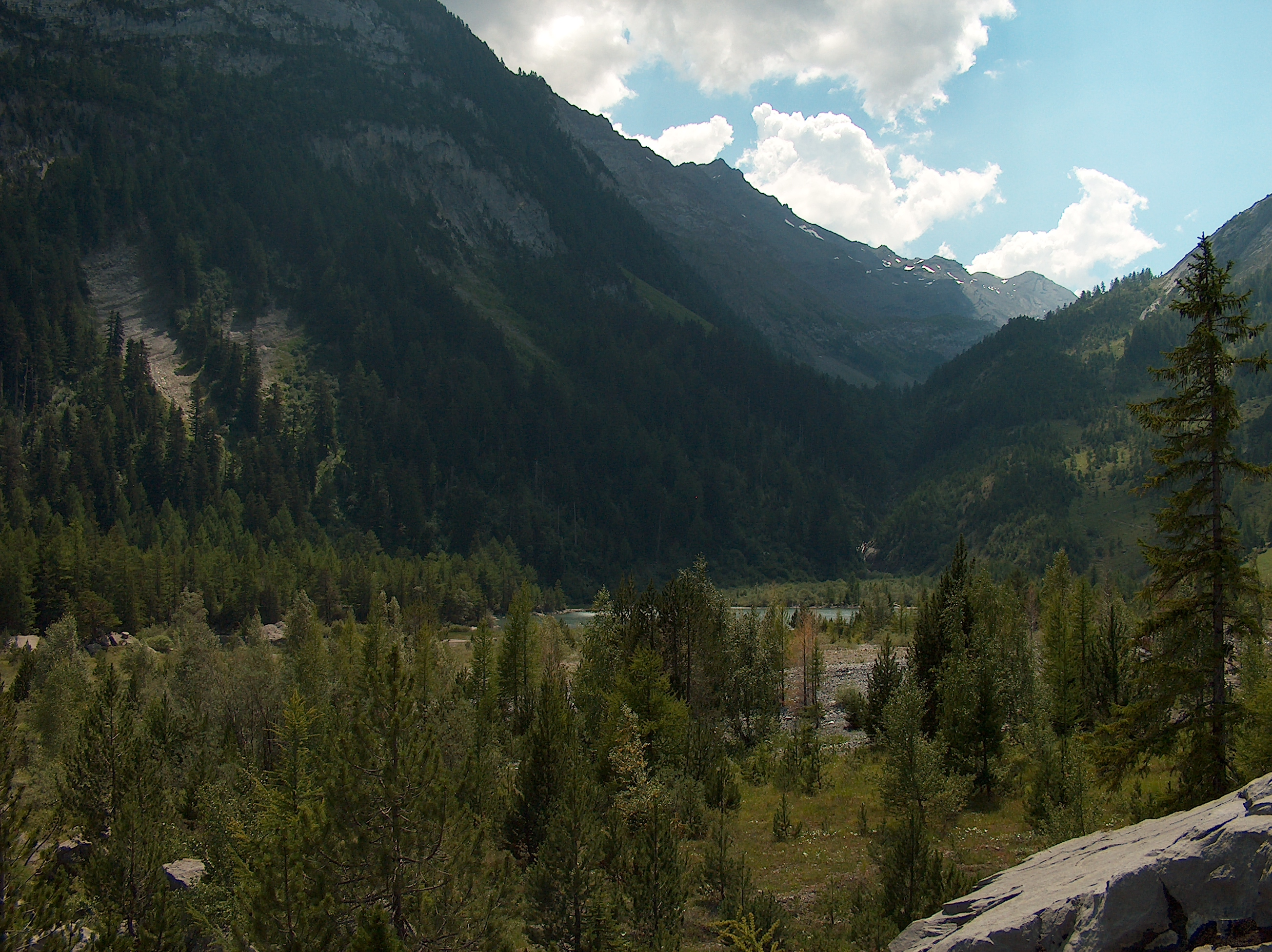
Lac de Derborence von Nordosten aus gesehen

Der Lac de Derborence ist einer der jüngsten natürlich entstandenen Bergseen in der Schweiz. Er befindet sich auf dem Gebiet der Gemeinde Conthey im schweizerischen Wallis und bildet gemeinsam mit dem ihn umgebenden Föhrenurwald ein Naturschutzgebiet des Schweizerischen Bunds für Naturschutz (nun Pro Natura). Der See entstand 1749 durch einen Bergsturz am Hang der nördlich des Sees gelegenen Berge Les Diablerets.

## Geographie
Der Lac de Derborence liegt auf 1499 m ü. M. im Talkessel von Derborence. Nördlich des Sees erstrecken sich die Hänge der Diablerets, der Teufelsberge, östlich erstreckt sich das Derbonnetal, westlich das Chevilletal. Der See wird gespeist von den Wildbächen Derbonne und Chevilleince und fliesst als Derbonne nach Osten bei der Flur La Liapey in die Lizerne. Die weitere Entwässerung erfolgt durch das gleichnamige Lizerne-Tal über dessen Bach, der nach etwa sechzehn Kilometern bei Ardon in die Rhone mündet. Der See wird aufgestaut durch die Geröllmassen der Bergstürze aus den Jahren 1714 und 1749.
Ein grosser Teil einer Felswand brach 1749 am Hang des Diablerets auf 1900 m ü. M. ab und schoss in den Talkessel. Die 50 Mio. Kubikmeter  Gestein bedeckten eine Fläche von 5 Quadratkilometern zwischen den Ansiedlungen Godet und Derborence. Auf 1500 Metern staut diese Barriere über eine Breite von 1800 Meter den See auf. Das Geröllfeld, das sich teilweise über 100 Meter erhebt, erstreckt sich talabwärts bis auf eine Höhe von etwa 1100 m ü. M. Durch seine weitgehende Naturbelassenheit verändert der See von Zeit zu Zeit Ausdehnung und Volumen.
An seinen Ufern und auf den Geröllhalden hat sich der jüngste Urwald der Schweiz herausgebildet, welcher heute als einer von dreien noch in seinem Originalzustand anzutreffen ist. Durch die schlechte Erreichbarkeit und die Geschichte des Tals wurde der Wald nur vereinzelt bewirtschaftet und befindet sich zu grossen Teilen seit annähernd dreihundert Jahren in einem natürlichen Zustand. Durch die Bergstürze wurden grosse Teile des vorherigen Baumbestands vernichtet. Auf dem kargen Boden, bestehend aus Geröll und Schwemmsand des aufgestauten Sees, nur genährt von den vermodernden Resten der entwurzelten Bäume, entwickelte sich ein sogenannter Pionierwald. Es sind hier vorwiegend Fichten zu finden. Daneben wachsen hier auch Lärchen sowie die Pionierbaumarten Bergföhre, Weide und Birken. Die mächtigsten Bäume sind hier jedoch starke  Weisstannen (abies alba)[2].  Vereinzelt sind auch Bäume anzutreffen, welche den Bergsturz überstanden und zum Teil mehr als sechshundert Jahre alt sind. Noch heute sind grössere Felsquader zu erkennen, die aus dem Wald hinausragen. Der See ist von Conthey aus über eine kleine Strasse durch das Tal von Derborence zu erreichen. An seinen Ufern befinden sich heute ein Gasthof sowie kleine Wochenendhäuser.

## Geschichte
Vor dem Bergsturz vom 23. September 1714 lebten in dem Tal von Derborence in den Orten Derborence und Godet einige Hirten in Alphütten. Zwei Tage nach der Katastrophe suchte der damalige Pfarrer von Ardon die Unglücksstelle auf, um den Teufel auszutreiben (die Einheimischen hielten den Bergsturz für ein Werk des Bösen und nannten von nun an auch die ursächlichen Berge, die zuvor Rochers oder Scex de Champ genannt wurden, Diablerets also Teufelsberge, oder Teufelshörner), und berichtete, dass 55 Alphütten vernichtet und 14 Menschen ihr Leben verloren hätten.
Beim zweiten Bergsturz in der Nacht vom 22. auf den 23. Juni 1749 wurden weitere 40 Alphütten zerstört. Er verursachte durch 50 Mio. Kubikmeter herabstürzendes Gestein das Aufstauen des Sees. Lange Zeit wurde das Tal gemieden und nur zögerlich kehrten die Menschen in das anscheinend verfluchte Tal zurück. So konnte sich eine unberührte Flora entwickeln, unbeeinträchtigt von wirtschaftlicher Nutzung. 1911 wurde das Tal von Derborence zum Jagdschutzgebiet erklärt.
1934 schrieb der waadtländische Schriftsteller Charles Ferdinand Ramuz einen Roman mit dem Namen Derborence über die Geschehnisse des Bergsturzes von 1749. 1956 wurde auf der Urwaldfläche rund um den See ein Reservat von 29,7 ha Fläche eingerichtet. Im Jahr 1958 erwarb der damalige Schweizerische Bund für Naturschutz, finanziert durch eine Schokotaleraktion zu Gunsten des Reservats, die vormaligen Gemeindewaldflächen und richtete 1961 ein Naturschutzgebiet rund um den See ein. 1985 wurde Ramuz' Buch unter gleichem Namen als Derborence von dem Regisseur Francis Reusser verfilmt.

## Verkehr
Der See ist mit der Postauto-Line 332 aus Sitten durch die Schlucht der La Lizerne erreichbar.

## Fussnoten
1. 1 2 3  Maurice Terrettaz: Derborence. In: Historisches Lexikon der Schweiz.
2. ↑  ANW Landesgruppe NRW: Ökologie und Waldbau der Weißtanne., 2001. Nachzulesen unter: www.anw-nrw.de (Memento vom 27. September 2007 im Internet Archive)
3. ↑  Markus Fässler: Nur für starke Nerven: Die krasseste Postautostrecke der Schweiz. NZZ, 2. September 2023.